# Luwsanscharawyn Tsend
Luwsanscharawyn Tsend (mongolisch Лувсаншаравын Цэнд, wiss. Transliteration Luvsanšaravyn Cėnd; * 11. Juli 1940 in Saikhan; † 21. August 2023) war ein mongolischer Eisschnellläufer.

## Werdegang
Tsend wurde viermal mongolischer Meister im Großen Vierkampf (1964, 1969, 1970, 1974) und nahm von 1962 bis 1975 an internationalen Wettbewerben teil. Bei der Mehrkampfweltmeisterschaft 1962 in Moskau lief er auf den 47. Platz, bei der Mehrkampfweltmeisterschaft 1963 in Karuizawa auf den 39. Rang und bei der Mehrkampfweltmeisterschaft 1965 in Oslo auf den 40. Platz im Großen Vierkampf. Bei Olympischen Winterspielen belegte er  bei den Olympischen Winterspielen 1964 in Innsbruck den 31. Platz über 5000 m sowie den 25. Rang über 10.000 m, bei den Olympischen Winterspielen 1968 in Grenoble den 36. Platz über 5000 m und bei den Olympischen Winterspielen 1972 in Sapporo den 28. Platz über 5000 m sowie den 24. Rang über 10.000 m. Zudem war er bei allen drei Olympiateilnahmen bei der Eröffnungsfeier Fahnenträger des mongolischen Olympiateams. Nachdem er im Jahr 1976 eine Verletzung bei einem Busunfall erlitt, wurde bei ihm Hämophilie B diagnostiziert. Er beendete seine Karriere und war als Trainer für die mongolische Eisschnelllaufmannschaft und als Berater im mongolischen Eislaufverband tätig.

## Erfolge

### Olympische Spiele
- 1964 Innsbruck: 25. Platz 10.000 m, 31. Platz 5000 m
- 1968 Grenoble: 36. Platz 5000 m
- 1972 Sapporo: 24. Platz 10.000 m, 28. Platz 5000 m

### Mehrkampf-Weltmeisterschaften
- 1962 Moskau: 47. Platz Großer Vierkampf
- 1963 Karuizawa: 39. Platz Großer Vierkampf
- 1965 Oslo: 40. Platz Großer Vierkampf

## Persönliche Bestzeiten
| Disziplin | Zeit        | Datum            | Ort         |
| --------- | ----------- | ---------------- | ----------- |
| 500 m     | 44,1 s      | 13. Januar 1964  | Almaty      |
| 1500 m    | 2:14,9 min  | 27. Februar 1971 | Ulaanbaatar |
| 3000 m    | 4:42,0 min  | 26. Januar 1970  | Ulaanbaatar |
| 5000 m    | 7:59,8 min  | 1. März 1969     | Ulaanbaatar |
| 10.000 m  | 16:10,2 min | 22. März 1970    | Ulaanbaatar |